# INSIDE (CHAGE and ASKAのアルバム)
『INSIDE CHAGE&ASUKA V』（インサイド チャゲアンドアスカ ファイヴ）は、 チャゲ&飛鳥（現：CHAGE and ASKA）の5作目のオリジナル・アルバム。1984年3月25日に発売された。発売元はワーナー・パイオニア（現：ワーナーミュージック・ジャパン）。
1984年4月1日、1986年12月15日、1990年7月21日、1999年12月16日、2001年9月19日にはCDとして、2009年9月23日にはSHM-CDとして再発売をしている。

## 背景・リリース
前作『CHAGE&ASUKA IV -21世紀-』からおよそ9ヶ月で発売されたオリジナル・アルバム。
「MOON LIGHT BLUES」と「RAINBOW」はミュージック・ビデオが作られ、｢RAINBOW｣ではチャゲが女装姿を披露している。これらは、『GOOD TIMES 1983.9.30 国立代々木競技場LIVE』（VHS、1984年4月1日発売）及び『CHAGE and ASKA LIVE DVD BOX 1』（DVD〔3枚組のうちの1枚〕、2009年8月26日発売）で視聴できる。
「Darlin'」、「華やかに傷ついて」は、キャニオン・レコード（現：ポニーキャニオン）よりCD盤が再発売される際にボーナス・トラックとして収録された。
2009年9月23日には、紙ジャケット・シリーズの一環としてSHM-CD仕様でヤマハミュージックコミュニケーションズより再発売された。

## 収録曲
| #  | タイトル             | 作詞     | 作曲   | 編曲     | 時間 |
| -- | -------------------- | -------- | ------ | -------- | ---- |
| 1. | 「東京CARRY ON」     | 飛鳥涼   | 飛鳥涼 | 瀬尾一三 | 4:35 |
| 2. | 「シナリオ」         | 松井五郎 | 飛鳥涼 | 大村雅朗 | 4:04 |
| 3. | 「涙・BOY」          | 松井五郎 | チャゲ | 平野孝幸 | 4:40 |
| 4. | 「RAINBOW」          | 松井五郎 | チャゲ | 瀬尾一三 | 3:55 |
| 5. | 「MOON LIGHT BLUES」 | 飛鳥涼   | 飛鳥涼 | 瀬尾一三 | 4:52 |

| #   | タイトル             | 作詞         | 作曲   | 編曲     | 時間 |
| --- | -------------------- | ------------ | ------ | -------- | ---- |
| 6.  | 「TIME KEEP DANCER」 | 飛鳥涼       | 飛鳥涼 | 瀬尾一三 | 4:02 |
| 7.  | 「アルマジロ・ヴギ」 | 亜留間ジロー | チャゲ | 平野孝幸 | 3:54 |
| 8.  | 「夢のかなた」       | 飛鳥涼       | 飛鳥涼 | 平野孝幸 | 4:01 |
| 9.  | 「ゆら・ゆら」       | チャゲ       | チャゲ | 平野孝幸 | 4:32 |
| 10. | 「B.G.M」            | 飛鳥涼       | 飛鳥涼 | 瀬尾一三 | 4:08 |

| #         | タイトル                          | 作詞      | 作曲      | 編曲      | 時間  |
| --------- | --------------------------------- | --------- | --------- | --------- | ----- |
| 11.       | 「Darlin'」(Bonus Track)          | チャゲ    | チャゲ    | 平野孝幸  | 4:41  |
| 12.       | 「華やかに傷ついて」(Bonus Track) | 飛鳥涼    | 飛鳥涼    | 平野孝幸  | 4:29  |
| 合計時間: | 合計時間:                         | 合計時間: | 合計時間: | 合計時間: | 51:53 |

## 楽曲解説
1. 東京CARRY ON
2. シナリオ
3. 涙・BOY
長江健次がカバーしており、1984年9月5日にシングル発売した。
1985年に発売されたベスト・アルバム『Standing Ovation』にも収録されている。
4. RAINBOW
5. MOON LIGHT BLUES
1984年2月22日に発売されたシングル曲。
6. TIME KEEP DANCER
7. アルマジロ・ヴギ
作詞者の "亜留間ジロー" は架空の人物であり、曲の世界観から付けられた名前である（実際の作詞は松井五郎）。
8. 夢のかなた
2012年にASKAが『ASKA CONCERT 2012 昭和が見ていたクリスマス!? Prelude to The Bookend』で披露した。
9. ゆら・ゆら
1999年に台湾で発売されたベスト・アルバム『倆角形 Duet Angle 20th anniversary』CHAGE SIDEにも収録されている。
10. B.G.M
2010年にASKAがアルバム『君の知らない君の歌』でセルフカバーしている。
11. Darlin'
1984年2月22日に発売されたシングル｢MOON LIGHT BLUES｣B面曲。CDが再発売される際にボーナス・トラックとして収録された。
チャゲがかねてから「女性ボーカルに歌ってもらいたい」という希望があり、1989年のMULTI MAXのデビュー・シングル｢SOME DAY｣のカップリングに収録して淺井ひろみがメインボーカルを歌うことで、それが実現した。
12. 華やかに傷ついて
1983年9月28日に発売されたシングル曲。CDが再発売される際にボーナス・トラックとして収録された。

## 参加ミュージシャン
- Drums：今泉正義（on YAMAHA Drums YD9000R）
- Bass：後藤真和
- Electric Guitar：岩倉健二、大平彰彦、矢島賢、今剛
- Keyboards：平野孝幸、矢島マキ、富樫春生、瀬尾一三
- Acoustic Guitar：笛吹利明、加藤雅夫
- Banjo：谷康一
- Trumpet：数原晋、兼崎順一、林研一郎
- Trombone：新井英治
- Sax：Jake H. Concepcion、村岡建、砂原俊三
- Chorus：山田秀俊、比山貴咏史、木戸やすひろ、浜田良美、香川喜章、瀬尾一三、EVE、The Almadillos
- Side Vocal：佐々木幸男
- Strings：JOEグループ、多グループ
- MC-202 Programmer：瀬尾一三
- MC-4 Programmer：梅原篤